# Raoul Salan
Raoul Albin Louis Salan (ur. 10 czerwca 1899 w Roquecourbe, Tarn, zm. 3 lipca 1984 w Paryżu) – francuski generał, przeciwnik przyznania Algierii niepodległości. Współtwórca i główny dowódca organizacji terrorystycznej OAS.

## Życiorys
Syn lekarza, ukończył wojskową uczelnię w Saint-Cyr. Walczył na I wojnie światowej, został odznaczony Croix de Guerre. W okresie międzywojennym pracował w Ministerstwie ds. Kolonii. W czasie II wojny światowej poparł kolaboracyjny rząd marszałka Pètaina. W 1945 skierowano go do Indochin, gdzie w 1952 roku objął dowodzenie siłami francuskimi. Stanął na czele stowarzyszenia „Kombatantów Wojny Indochińskiej”, stawiającego sobie za cel niedopuszczenie do wycofania wojsk Francji z Indochin. Po kryzysie sueskim w 1956 został naczelnym dowódcą sił francuskich w Algierii. W 1958 przewodził spiskowi wojskowemu mającemu na celu obalenie rządów IV Republiki i przekazanie władzy w ręce gen. de Gaulle’a. Gdy ten, będąc już prezydentem, zgodził się na niepodległość Algierii, Salan uznał, że de Gaulle zdradził Francję. Wtedy to właśnie razem z gen. Maurice Challe’em, Edmondem Jouhaudem oraz Andrè Zellerem założył OAS i został jej przywódcą. Był odpowiedzialny za wiele zamachów, m.in. na prezydenta de Gaulle’a. Został aresztowany 20 kwietnia 1962 roku i skazany na dożywotnie więzienie. W 1968 na mocy amnestii został zwolniony, razem z pozostałymi współzałożycielami OAS, a w 1982 prezydent François Mitterrand przywrócił mu wszystkie odznaczenia, stopień wojskowy i emeryturę. Dwa lata później zmarł.

## Odznaczenia
- Order Franciski[1]
- Krzyż Wielki Legii Honorowej – 28 sierpnia 1952[2]
- Wielki Oficer Legii Honorowej – 27 października 1948
- Komandor Legii Honorowej – 10 lutego 1945
- Oficer Legii Honorowej – 21 sierpnia 1940
- Kawaler Legii Honorowej – 5 kwietnia 1922
- Medal Wojskowy – 13 lipca 1958
- Krzyż Wojenny 1914-1918 z 1. palmą
- Krzyż Wojenny 1939-1945 z 8. palmami
- Krzyż Wojenny TOE z 7. palmami
- Krzyż Waleczności Wojskowej z 1. palmą
- Krzyż Kombatanta-Ochotnika 1914–1918
- Krzyż Kombatanta

i inne